# Císařský řád sjednocení
Císařský řád sjednocení (francouzsky: Ordre impérial de la Réunion) bylo vyznamenání prvního Francouzského císařství, založené roku 1811 císařem Napoleonem I. na paměť rozšíření Francie jeho taženími. Řád zanikl s Napoleonovým pádem roku 1815.
Byl udělován jako záslužný řád, zejména za činnost v nově připojených územích a to civilistům i vojákům. Řád měl tři třídy:
- velkokříž (stuha, hvězda)
- komandér (insignie u krku)
- rytíř (na prsou)

Insignií byla zlatá dvanácticípá hvězda, bíle smaltovaná, mezi jejími cípy byly umístěny zlaté svazky šípů.Ve zlatém okrouhlém středu je Napoleonova iniciála N, okolo je heslo A JAMAIS (Navždy).
Císařovým cílem bylo 10.000 rytířů, 2.000 komandérů a 500 velkokřížů. Nicméně ve skutečnosti bylo vyznamenáno pouze 527 rytířů, 90 komandérů a 64 velkokřížů.